# Suradet Thongchai
Suradet Thongchai (thailändisch สุรเดช ธงชัย, * 19. April 1987 in Kamphaeng Phet) ist ein thailändischer Fußballspieler.

## Karriere
Suradet Thongchai lernte das Fußballspielen in der Jugendmannschaft vom Erstligisten FC Osotspa. Hier unterschrieb er 2009 auch seinen ersten Profivertrag. Nach 78 Spielen in der Thai Premier League wechselte er 2014 nach Bangkok und unterschrieb einen Vertrag beim Ligakonkurrenten Bangkok Glass, dem heutigen BG Pathum United FC. Nach einem Jahr und 18 Spielen ging er 2015 nach Rayong, wo er sich dem Zweitligisten PTT Rayong FC anschloss. Nach einem halben Jahr ging er zur Rückserie zum Erstligisten Saraburi FC nach Saraburi. Nachdem der Verein Ende 2015 aufgelöst worden war, wechselte er zu Super Power Samut Prakan FC. In Samut spielte er bis Ende 2017. Nachdem der Verein für zwei Jahre gesperrt wurde, verließ er den Club und schloss sich dem Zweitligisten Army United aus Bangkok an. Nachdem der Club Ende 2019 bekannt gab, dass der Verein sich aus der Liga zurückzieht, wechselte er 2020 zum North Bangkok University FC. Der Club aus Bangkok spielt in der vierten Liga, der Thai League 3, in der Lower Region. Nach zwei Drittligaspielen wechselte er zum 1. Juli 2020 zum Zweitligisten MOF Customs United FC.